# Chữ Rune

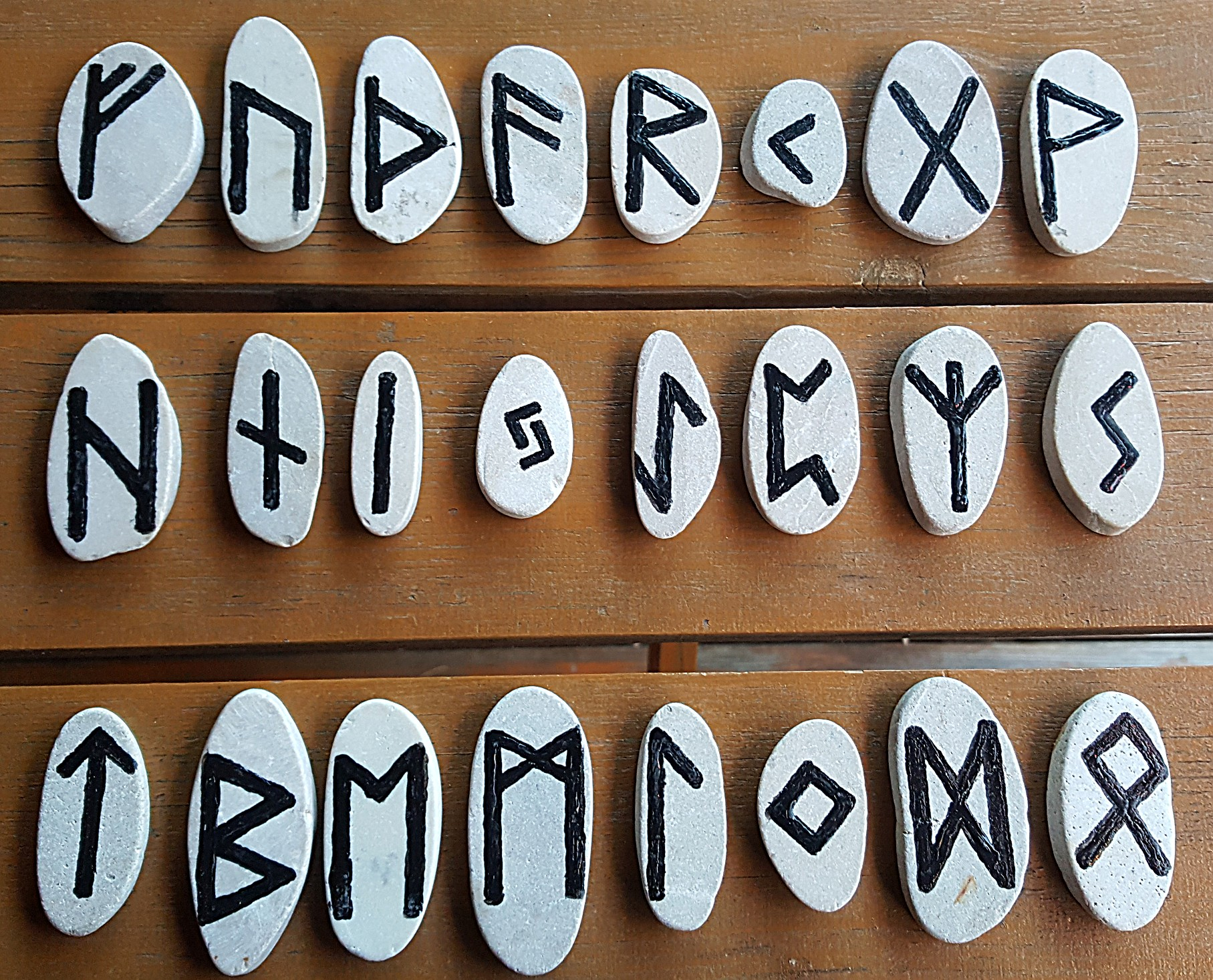
Elder Futhark

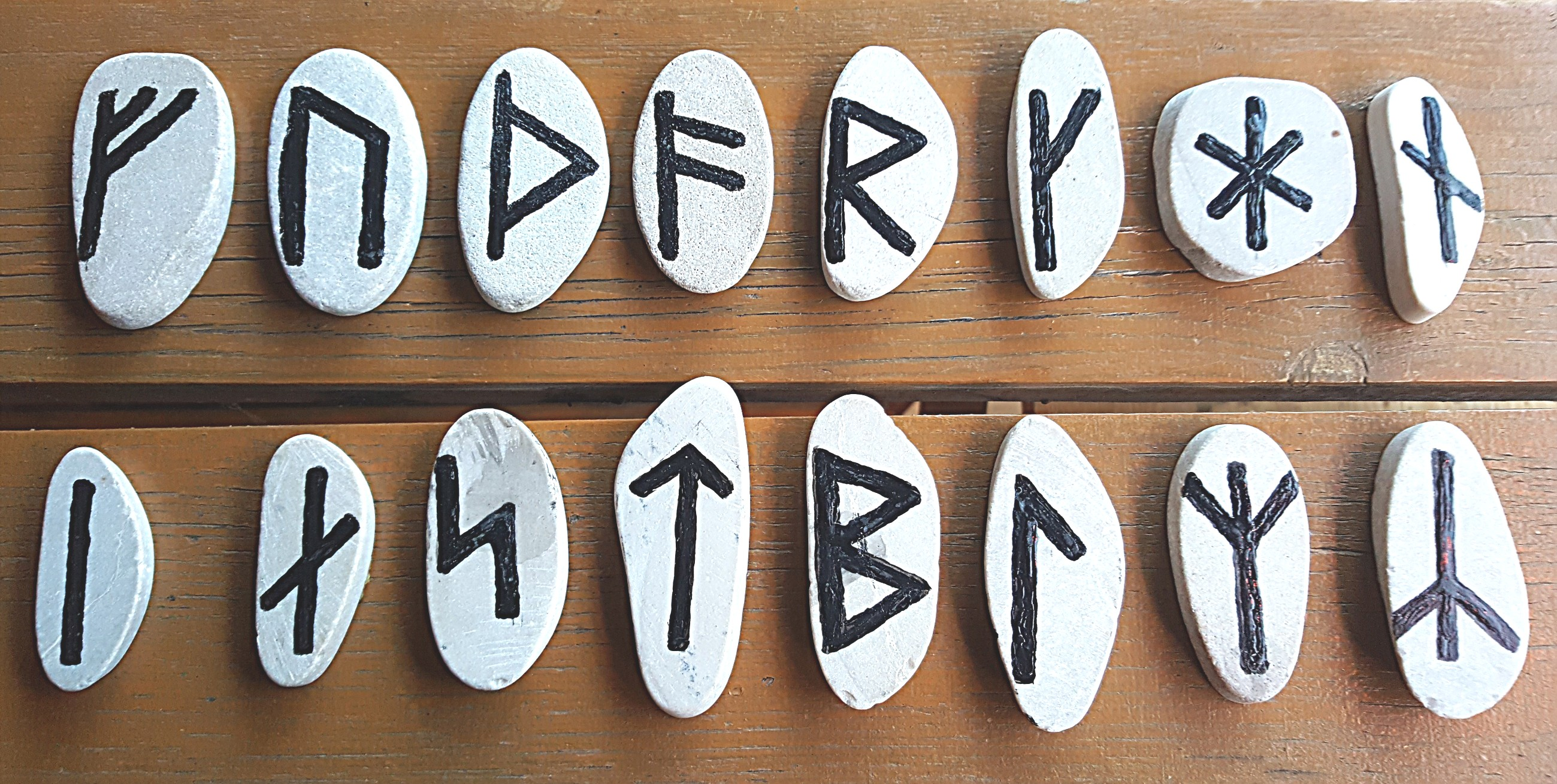
Younger Futhark

Chữ Rune là loại chữ được người Viking ở Scandinavia sử dụng. Đây là loại chữ chỉ sử dụng nét thẳng. Nó có 24 ký tự (như bảng chữ cái Anh hiện đại nhưng không có w, j, x, k, u). Đến thế kỷ X, bảng giảm xuống còn 16 ký tự. Việc này làm cho chữ v có thể đọc thành u, v, oo,... Đến thế kỷ XX, một số người vẫn còn tin vào chữ rune dành cho thần lùn Viking. Hiện loại chữ cũng như tiếng Na Uy cổ vẫn chưa được giải chi tiết.

### Sách tham khảo
- Bammesberger, A. and G. Waxenberger (eds), Das fuþark und Seine Einzelsprachlichen Weiterentwicklungen, Walter de Gruyter (2006), ISBN 3-11-019008-7.
- Blum, Ralph. (1932. The Book of Runes - A Handbook for the use of Ancient Oracle: The Viking Runes,Oracle Books, St. Martin's Press, New York, ISBN 0-312-00729-9.
- Brate, Erik (1922). Sveriges Runinskrifter, (online text Lưu trữ ngày 5 tháng 12 năm 2006 tại Wayback Machine in Swedish)
- Düwel, Klaus (2001). Runenkunde, Verlag J.B. Metzler (In German).
- Foote, P. G., and Wilson, D. M. (1970), p. 401. The Viking Achievement, Sidgwick & Jackson: Luân Đôn, UK, ISBN 0-283-97926-7
- Jacobsen, Lis; Moltke, Erik (1941–42). Danmarks Runeindskrifter. Copenhagen: Ejnar Munksgaards Forlag.
- Looijenga, J. H. (1997). Runes Around the North Sea and on the Continent AD 150-700, dissertation, Groningen University.
- MacLeod, Mindy, and Mees, Bernard (2006). Runic Amulets and Magic Objects. Boydell Press: Woodbridge, UK; Rochester, NY, ISBN 1843832054.
- Markey, T. L. (2001). “A Tale of the Two Helmets: Negau A and B.”. Journal of Indo-European Studies. 29: 69–172.
- McKinnell, John and Rudolf Simek, with Klaus Düwel (2004). Runes, Magic, and Religion: A Sourcebook. Wien: Fassbaender, ISBN 3900538816.
- Mees, Bernard (200). "The North Etruscan Thesis of the Origin of the Runes." Arkiv for nordisk fililogi 115: 33–82.
- Odenstedt, Bengt (1990). On the Origin and Early History of the Runic Script, Uppsala, ISBN 9185352209.
- Page, Raymond I. (1999). An Introduction to English Runes Lưu trữ ngày 22 tháng 2 năm 2021 tại Wayback Machine, The Boydell Press, Woodbridge. ISBN 0-85115-946-X.
- Prosdocimi, A. L. (2003–4). Sulla Formazione Dell'alfabeto Runico. Promessa di Novità Documentali Forse Decisive. Archivio per l'Alto Adige. XCVII–XCVIII:427–440
- Robinson, Orrin W. (1992). Old English and its Closest Relatives: A Survey of the Earliest Germanic Languages Stanford University Press. ISBN 0-8047-1454-1
- Spurkland, Terje (2005). Norwegian Runes and Runic Inscriptions, Boydell Press. ISBN 1-84383-186-4
- Stoklund, M. (2003). The first runes - the literary language of the Germani in The Spoils of Victory - the North in the Shadow of the Roman Empire Nationalmuseet (?)
- Thorsson, Edred; Flowers, Stephen (1987). Runelore: a Handbook of Esoteric Runology. United States: Samuel Weiser, Inc. ISBN 0-87728-667-1.
- Werner, Carl-Gustav (2004). The Allrunes Font and PackagePDF.
- Williams, Henrik (1996). “The Origin of the Runes”. Amsterdamer Beiträge zur älteren Germanistik. 45: 211–18.
- Williams, Henrik (2004). “Reasons for Runes”.  Trong Houston, Stephen D. (biên tập). The First Writing: Script Invention as History and Process. Cambridge University Press. tr. 262–273. ISBN 0-521-83861-4.

| Bảng Unicode Rune Official Unicode Consortium code chart: Runic Version 13.0 |   |   |   |   |   |   |   |   |   |   |   |   |   |   |   |   |
|                                                                              | 0 | 1 | 2 | 3 | 4 | 5 | 6 | 7 | 8 | 9 | A | B | C | D | E | F |
| U+16Ax                                                                       | ᚠ | ᚡ | ᚢ | ᚣ | ᚤ | ᚥ | ᚦ | ᚧ | ᚨ | ᚩ | ᚪ | ᚫ | ᚬ | ᚭ | ᚮ | ᚯ |
| U+16Bx                                                                       | ᚰ | ᚱ | ᚲ | ᚳ | ᚴ | ᚵ | ᚶ | ᚷ | ᚸ | ᚹ | ᚺ | ᚻ | ᚼ | ᚽ | ᚾ | ᚿ |
| U+16Cx                                                                       | ᛀ | ᛁ | ᛂ | ᛃ | ᛄ | ᛅ | ᛆ | ᛇ | ᛈ | ᛉ | ᛊ | ᛋ | ᛌ | ᛍ | ᛎ | ᛏ |
| U+16Dx                                                                       | ᛐ | ᛑ | ᛒ | ᛓ | ᛔ | ᛕ | ᛖ | ᛗ | ᛘ | ᛙ | ᛚ | ᛛ | ᛜ | ᛝ | ᛞ | ᛟ |
| U+16Ex                                                                       | ᛠ | ᛡ | ᛢ | ᛣ | ᛤ | ᛥ | ᛦ | ᛧ | ᛨ | ᛩ | ᛪ | ᛫ | ᛬ | ᛭ | ᛮ | ᛯ |
| U+16Fx                                                                       | ᛰ | ᛱ | ᛲ | ᛳ | ᛴ | ᛵ | ᛶ | ᛷ | ᛸ |   |   |   |   |   |   |   |

| Bảng Unicode chữ Italia cổ Official Unicode Consortium code chart: Old Italic Version 13.0 |   |   |   |   |   |   |   |   |   |   |   |   |   |   |   |   |
|                                                                                            | 0 | 1 | 2 | 3 | 4 | 5 | 6 | 7 | 8 | 9 | A | B | C | D | E | F |
| U+1030x                                                                                    | 𐌀 | 𐌁 | 𐌂 | 𐌃 | 𐌄 | 𐌅 | 𐌆 | 𐌇 | 𐌈 | 𐌉 | 𐌊 | 𐌋 | 𐌌 | 𐌍 | 𐌎 | 𐌏 |
| U+1031x                                                                                    | 𐌐 | 𐌑 | 𐌒 | 𐌓 | 𐌔 | 𐌕 | 𐌖 | 𐌗 | 𐌘 | 𐌙 | 𐌚 | 𐌛 | 𐌜 | 𐌝 | 𐌞 | 𐌟 |
| U+1032x                                                                                    | 𐌠 | 𐌡 | 𐌢 | 𐌣 |   |   |   |   |   |   |   |   |   | 𐌭 | 𐌮 | 𐌯 |